# Клан Уэддерберн
Клан Уэддерберн (англ. Clan Wedderburn) — один из кланов равнинной части Шотландии (Лоуленда).
- Девиз клана: Non degener (лат.) — «Невырождающийся» (Not degenerate).
- Вождь клана: Генри Дэвид Скримжур-Уэддерберн (шотл. — Henry David Scrymgeour-Wedderburn) — лорд Скримжур.
- Символ клана: Ветка бука
- Резиденция вождей клана: Замок Блэкнесс (шотл. — Blackness Castle)

## История клана Уэддерберн

### Происхождение клана Уэддерберн
Впервые клан Уэддерберн упоминается в исторических источниках в документе «Рагманские свитки» 1296 года — Вотье де Уэддерберн (шотл. — Wautier de Wederburn) вместе с другими вождями шотландских кланов присягнул на верность королю Англии Эдуарду I Плантагенету. В то время клан Уэддерберн владел землями в Берикшире. Позже клан Уэддерберн и его вождь Джон де Уэддерберн упоминается в 1364 году. Потом упоминается Уильям де Уэддерберн, живший где-то в 1426—1452 годах. В то время клан владел землями Уэддерберн и замком Уэддерберн, но затем и те земли, и замок были потеряны кланом.
После упадка клан Уэддерберн переселился в шотландское пограничье — земли, которые граничили с Англией и находились в состоянии постоянной войны с Англией: осуществлялись постоянные рейды с обеих сторон с целью грабежа. Клан Уэддерберн поселился в землях Форфаршира. В XV веке существовали 4 разных септа клана Уэддерберн, которые жили в Данди, Кингенни в Форфаре.

### XV—XVII века
В Данди жил Джеймс Уэддерберн. У него было трое сыновей: Джеймс (1495—1553), Джон (1505—1556) и Роберт (1510—1555), которые были одними из первых шотландских протестантов-реформаторов. Они объединились для защиты протестантской веры от католиков. О них в свое время были написаны баллады «Гайде и Годли», которые были известны как Уэддербернские псалмы.
Потомком старшего брата Джеймса был Джеймс Уэддерберн (1585—1639), епископ Данблейн с 1636 года. Он вместе с архиепископом Кентерберийским Уильямом Лодом внедрил новую литургию в церкви Шотландии. Но он был лишен сана и изгнан из Шотландии в 1638 году. Он ушел в отставку, жил в Кентербери, был похоронен в Кентерберийском соборе.
Третий брат — Роберт Уэддерберн имел внука Александра Уэддерберна (ум. 1585), который был клерком в Данди в 1557—1582 годах. Его сын Александр Уэддерберн из Кингенни (1561—1626) был фаворитом шотландского короля Якова VI Стюарта. Он сопровождал короля в Англию в 1603 году, когда Яков VI стал королем Англии, Шотландии и Ирландии. И когда Александр Уэддерберн из Кингенни возвращался обратно в Шотландию, он получил от короля подарок — перстень с руки его величества. Эта линия — Уэддерберн из Кингенни по прямой мужской линии угасла в 1761 году, после смерти Дэвида Уэддерберна из Кингенни. Титул унаследовали вожди клана Скримжур, которые стали именоваться Скримжур-Уэддерберн.
У Джеймса Уэддерберна (1589—1627), брата Дэвида, был сын Александр Уэддерберн, который владел замком Блэкнесс. Александр Уэддерберн (1610—1675) был одним из уполномоченных по заключению Рипонского перемирия (шотл. — Ripon) в 1641 году.

### XVIII век
Сэр Джон Уэддерберн (1700—1723), 3-й баронет из Блэкнесса и владелец замка Блэкнесс, служил в британской армии, потом женился и умер в 1723 году. Он продал замок Блэкнесс своему двоюродному брату — сэру Александру Уэддерберну, который унаследовал титул баронета из Блэкнесса в 1696 году.
Александра Уэддерберна (1675—1744) уволили с должности клерка Данди за то, что он симпатизировал якобитам. Его старший сын сэр Джон Уэддерберн, 5-й баронет из Блэкнесса (1704—1746), тоже поддерживал якобитов, вступил добровольцем в полк лорда Огилви. Он попал в плен во время битвы при Каллодене в 1746 году. Его осудили, признали виновным и казнили за «государственную измену». Титул баронета был аннулирован. Его старший сын Джон Уэддерберн (1729—1803) также был в армии якобитов, остался в живых, и после поражения восстания бежал на Ямайку.
В 1803 году сэр Дэвид Уэддерберн (1775—1858), который был депутатом Палаты общин от Перта (1805—1818) и главным почтмейстером Шотландии (1823—1831), стал вождем клана Уэддерберн. Его наградили титулом баронета из Баллиндина в том же 1803 году. Также известен Александр Уэддерберн (1733—1805), сын сэра Питера Уэддерберна, лорда Честерхолла (ум. 1756), выдающийся юрист, генеральный солиситор Англии и Уэльса (1771—1778), генеральный атторней Англии и Уэльса (1778—1780), главный судья общей юрисдикции (1780—1793), лорд-стюард Великобритании (1793—1795) и лорд-канцлер Великобритании (1793—1801). Он выступил против политики британского правительства в американских колониях, и предсказал, что колонии отделятся от Британской империи. Он получил титул лорда Лафборо в 1780 году и графа Росслина в 1801 году.

### Замки клана Уэддерберн
- Замок Блэкнесс (шотл. — Blackness Castle) — был в собственности клана Уэддерберн в XVII—XVIII веках.

## Вождь клана
Титул вождя клана перешел в семью Скримжур-Уэддерберн, графам Данди. По семейной договоренности, титул вождя клана Уэддерберн носит старший сын графа Данди, который сам является вождем клана Скримжур. Когда вождь клана Уэддерберн получает графский титул, титул вождя переходит к его наследнику. В настоящее время вождем клана Уэддерберн является Генри Дэвид Скримджер-Уэддерберн, 15-й лорд Скримджер (род. 1982), старший сын и наследник Александра Генри Скримджера, 12-го графа Данди, вождя клана Скримджер (род. 1949).